# Socket G1
Socket G1 — роз'єм для мобільних мікропроцесорів Intel Core першого покоління, на базі архітектури Clarksfield та Arrandale для використання у лептопах. Офіційна назва компанії Intel цього роз'єму — rPGA 988A (PGA988). 
Має площадку 36х36 контактів з отвором посередині, яка в результаті 988 контактів. Не має ключа, втім в одному з кутів має 2 відсутніх отвори для контакті. Для встановлення або видалення процесора потрібно повернути викруткою спеціальний ключ, який зміщує роз'єм та фіксує процесор. Не дивлячись на те що процесор має таку саму геометрію як і його наступник Socket G2, вони не сумісні та відрізняються кількістю контактів.

## Підтримувані процесори[1]
Intel Core i3:
Core i3-330M,
Core i3-350M,
Core i3-370M,
Core i3-380M,
Core i3-390M
Intel Core i5:
Core i5-430M,
Core i5-450M,
Core i5-460M,
Core i5-480M,
Core i5-520M,
Core i5-540M,
Core i5-560M,
Core i5-580M
Intel Core i7:
Core i7-620M,
Core i7-640M,
Core i7-720QM,
Core i7-740QM,
Core i7-820QM,
Core i7-840QM,
Core i7-920XM,
Core i7-940XM
Intel Celeron:
Celeron P4500,
Celeron P4600
Intel Pentium:
Pentium P6000,
Pentium P6100,
Pentium P6200,
Pentium P6300